# Santa Cruz del Valle Urbión (kommunhuvudort)
Santa Cruz del Valle Urbión är en kommunhuvudort i Spanien.   Den ligger i provinsen Provincia de Burgos och regionen Kastilien och Leon, i den norra delen av landet, 210 km norr om huvudstaden Madrid. Santa Cruz del Valle Urbión ligger 959 meter över havet och antalet invånare är 113.
Terrängen runt Santa Cruz del Valle Urbión är huvudsakligen kuperad, men åt nordväst är den platt. Santa Cruz del Valle Urbión ligger nere i en dal.  Trakten runt Santa Cruz del Valle Urbión är nära nog obefolkad, med mindre än två invånare per kvadratkilometer. Närmaste större samhälle är Pradoluengo, 2,6 km nordost om Santa Cruz del Valle Urbión. I omgivningarna runt Santa Cruz del Valle Urbión växer i huvudsak blandskog.